# Protestantische Kirche (Lambsheim)

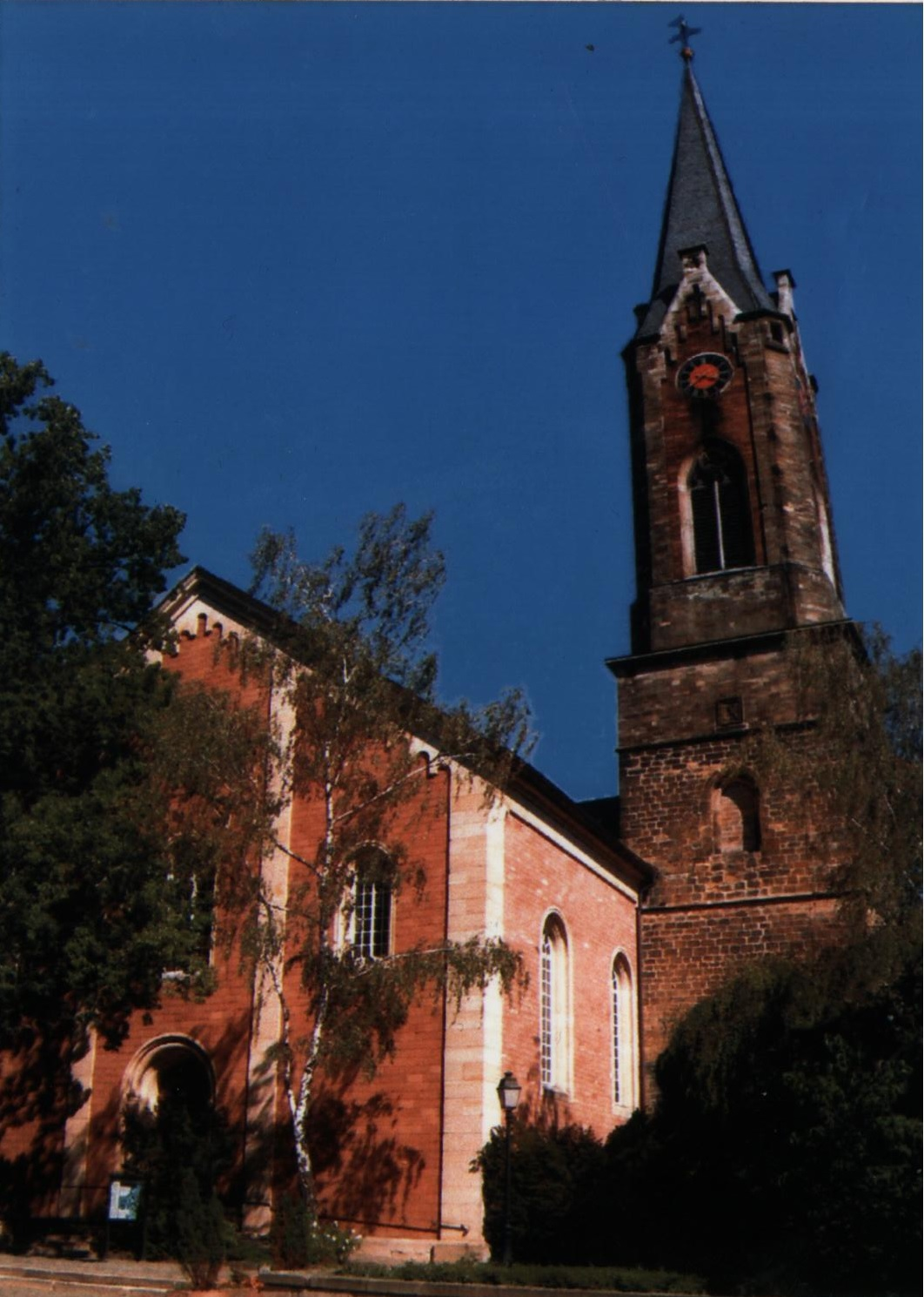
Protestantische Kirche (Lambsheim)

Die Protestantische Kirche in Lambsheim im Rhein-Pfalz-Kreis in Rheinland-Pfalz ist das Kirchengebäude der Protestantischen Kirchengemeinde Lambsheim, die zum Kirchenbezirk Frankenthal der Evangelischen Kirche der Pfalz gehört. Es wurde zwischen 1844 und 1848 als neuromanische Saalkirche erbaut.

## Geschichte

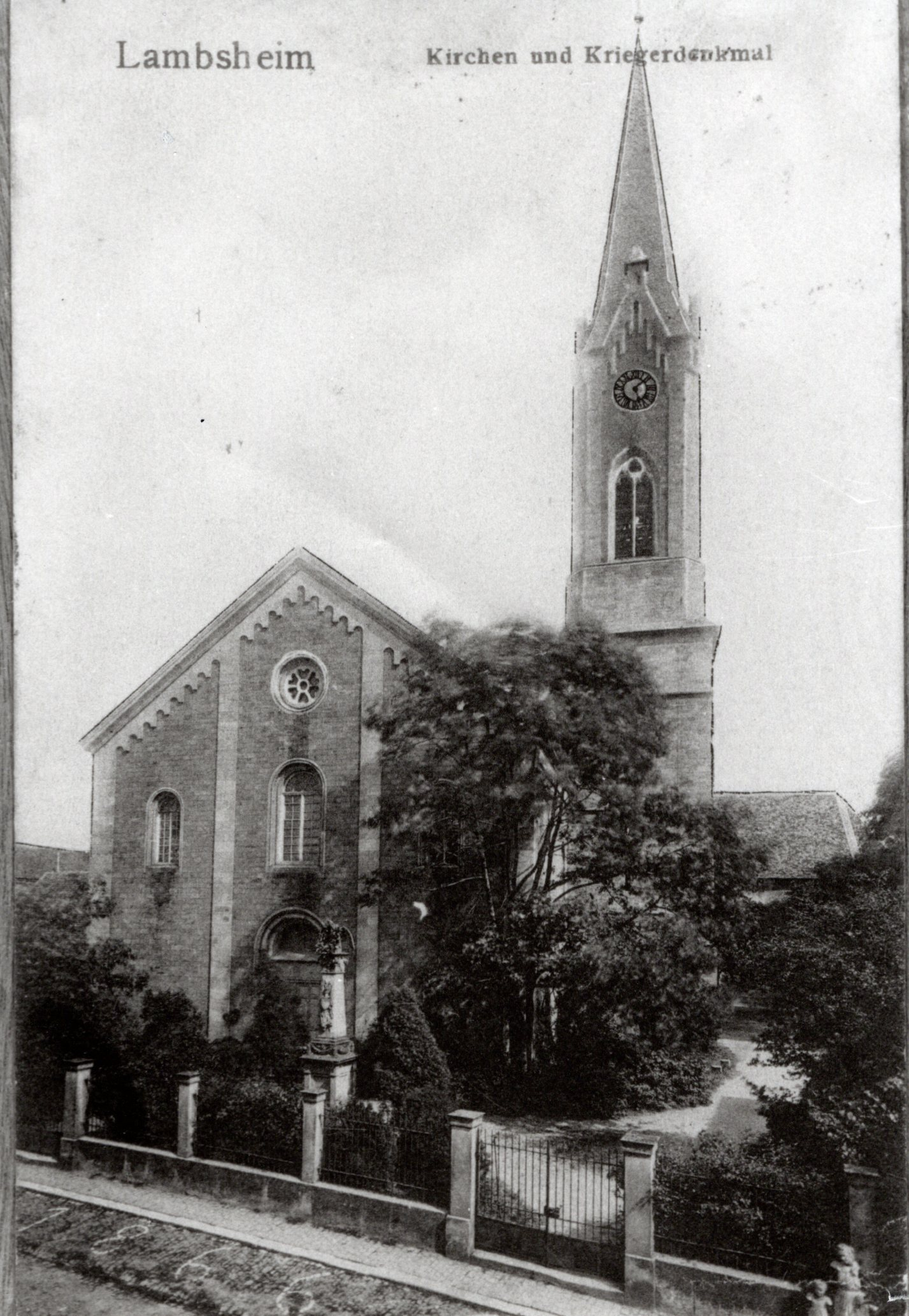
Protestantische Kirche (Lambsheim) im Jahre 1866

Der Vorgängerbau der heutigen Kirche wurde zwischen 1705 und 1785 als Simultankirche genutzt, der Chorraum von der römisch-katholischen und das Schiff von der reformierten Gemeinde. Für die Errichtung der katholischen St.-Stephanus-Kirche im spätbarocken Stil wurde der Chorraum 1785 abgebrochen. Nach der Vereinigung der reformierten und der lutherischen Gemeinde zu einer Kirchengemeinde im Zuge der pfälzischen Kirchenunion 1818 bot das Kirchenschiff der alten Simultankirche den nun unierten Protestanten nicht mehr genügend Platz. Und so beschloss man im 19. Jahrhundert auf evangelischer Seite einen Neubau. Infolgedessen wurde nun also auch der einst reformierte Teil der alten Simultankirche abgetragen. Das Gotteshaus der ehemals lutherischen Gemeinde ist dagegen in translozierter Form erhalten geblieben. Das Gebäude wurde im Jahr 1839 abgebaut und am Ortsrand wiederaufgebaut und dient bis heute als Friedhofskapelle.
Die heutige Protestantische Kirche wurde von 1844 bis 1848 als Sandsteinquaderbau errichtet. Sie bietet ungefähr 850 Personen Platz. Kanzel und Presbytergestühl befinden sich an der Langseite, da die Gemeindebänke bis zur Renovierung Anfang der 1990er-Jahre in reformierter Tradition halbkreisförmig im 180- bzw. 90-Grad-Winkel auf Kanzel und Altar ausgerichtet waren.
Die unteren drei Geschosse des Kirchturms sind die einzigen Überreste des Vorgängerbaus aus dem 13. Jahrhundert. Der Turmaufbau mit dem hohen Spitzhelm wurde erst zwischen 1860 und 1861 aufgesetzt. In seinem Inneren befinden sich Epitaphe ortsansässiger Adelsfamilien, die vom Vorgängerbau hierher versetzt wurden. Das bedeutendste davon, des Jakob von Helmstatt und seiner Gemahlin Maria von Affenstein († 1556), kam im frühen 20. Jahrhundert ins Historische Museum der Pfalz nach Speyer.
Als höchstes Gebäude des Ortskerns prägt der Kirchturm das Ortsbild. Der Turm ist mit 69 Meter Höhe nach den Türmen der Speyerer Gedächtniskirche (100 m), der Speyerer Josephskirche (91 m), dem Speyerer Dom (zweimal 71,2 m) und der Schlosskirche Bad Dürkheim (70 m) der sechsthöchste Kirchturm der Vorderpfalz und somit der höchste Dorfkirchturm der Vorderpfalz. In den Jahren 2020/2021 wurde der Turm, dessen Geläut sowohl von der evangelischen als auch von der katholischen Kirchengemeinde genutzt wird, einer großen Generalsanierung unterzogen.

## Orgel
Die historische Grundsubstanz der Pfeifenorgel, die sich auf einer der beiden Emporen befindet, stammt von der Ludwigsburger Orgelbaufirma Walcker aus dem Jahre 1847/1848. Die Lambsheimer Orgel war der erste Auftrag Eberhard Friedrich Walckers in der Pfalz. In den Jahren 1967/1968 wurde das Instrument einem Klangumbau durch die Ludwigshafener Firma Owart unterzogen. Der damalige Orgelbausachverständige und Landeskirchenmusikdirektor Adolf Graf hatte den Klangumbau in die Wege geleitet. Die Disposition Walckers wurde dabei stark verändert.

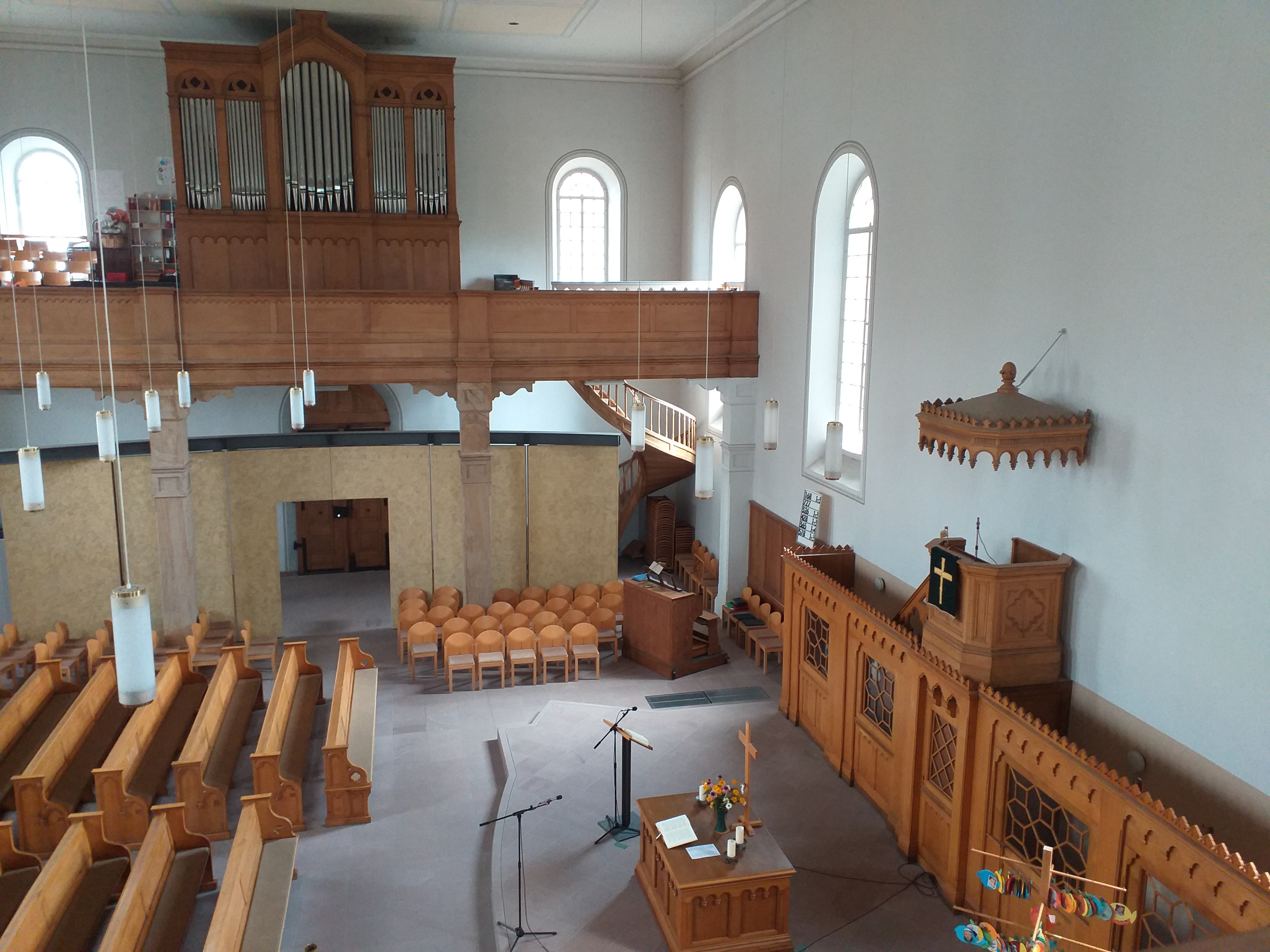
Protestantische Kirche (Lambsheim)

Das Instrument umfasst heute zwei Manuale mit Pedal und 25 Register. Die ursprünglich mechanische Traktur ist seit dem Klangumbau elektrisch. Einige Jahre später wurde ein zweiter Spieltisch hinzugewonnen, sodass die Orgel heute auch aus dem Kirchenschiff spielbar ist. Eine Rückführung der Orgel in ihren Ursprungszustand wurde bislang nicht erwogen.
Die Disposition lautet wie folgt:
| I Hauptwerk C–g3 |       |
| Pommer           | 16′   |
| Prinzipal        | 8′    |
| Rohrflöte        | 8′    |
| Viola di Gamba   | 8′    |
| Oktave           | 4′    |
| Holzflöte        | 4′    |
| Superoktave      | 2′    |
| Sesquialter II   |       |
| Mixtur V         | 1 ⁄3′ |
| Cymbel III       | 1⁄2′  |
| Trompete         | 8′    |
| Tremulant        |       |

| II Positiv C–g3 |       |
| Gedackt         | 8′    |
| Prinzipal       | 4′    |
| Koppelflöte     | 4′    |
| Oktave          | 2′    |
| Quinte          | 1 ⁄3′ |
| Scharff V       | 1′    |
| Krummhorn       | 8′    |
| Tremulant       |       |

| Pedal C–f1    |     |
| Prinzipalbass | 16′ |
| Subbass       | 16′ |
| Oktavbass     | 8′  |
| Prinzipalbass | 4′  |
| Bassmixtur VI | 2′  |
| Posaune       | 16′ |
| Kopftrompete  | 4′  |

- Koppeln: II/I, I/P, II/P
- Spielhilfen: Setzerkombinationen 1&2, Tutti, Zungen ab

## Geläut
Der Kirchturm trägt vier Glocken:
- 1: dis’+3
- 2: fis+5
- 3: gis’+3
- 4: h’+4

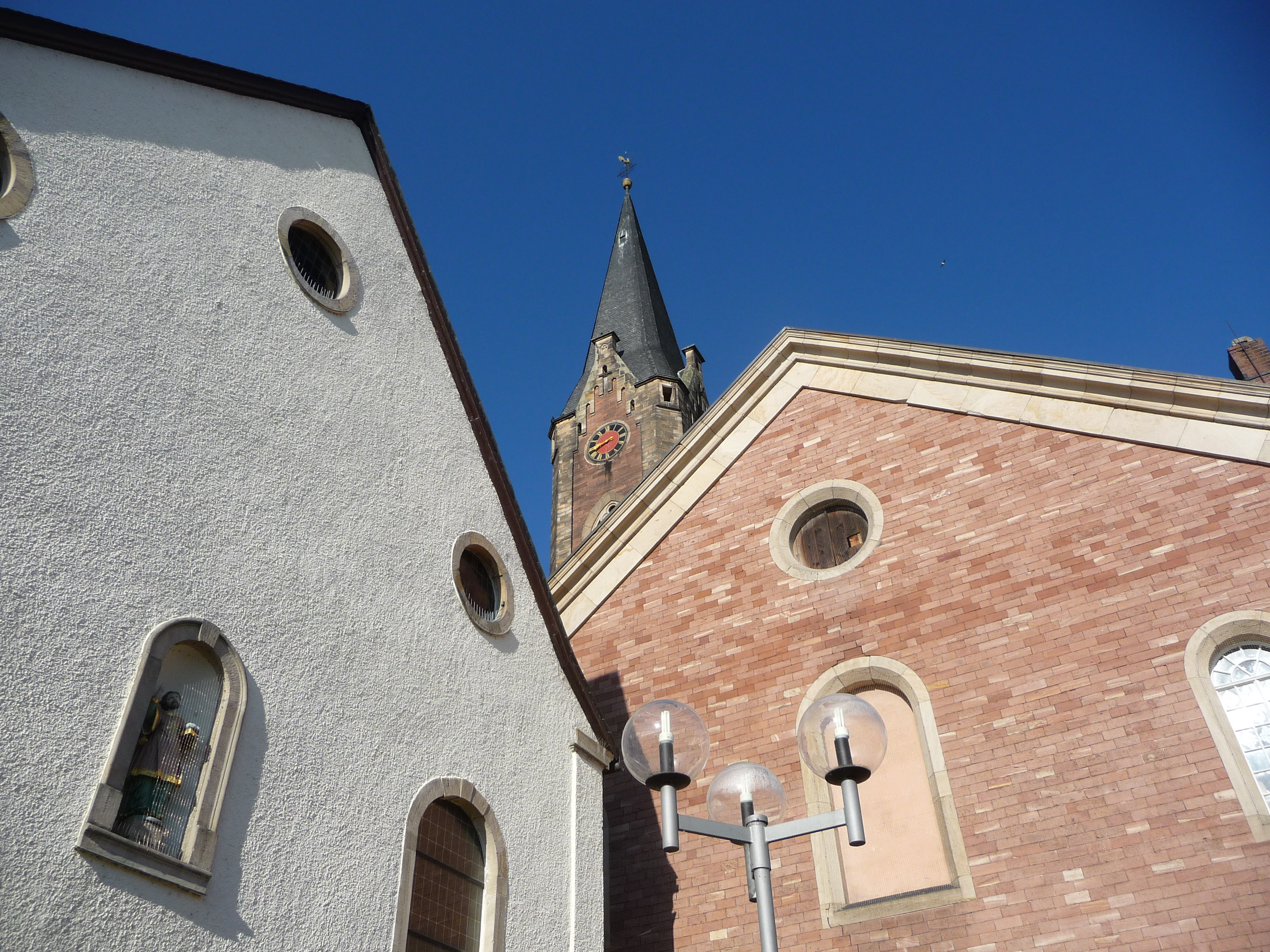
Protestantische Kirche (Lambsheim)

Das Geläut wird sowohl von der katholischen St.-Stephanus-Gemeinde als auch von der Protestantischen Kirchengemeinde genutzt. Die Turmuhr gehört der politischen Gemeinde. Die Glocken wurden allesamt 1950 von der Glockengießerei Hermann Hamm (Frankenthal) gegossen.

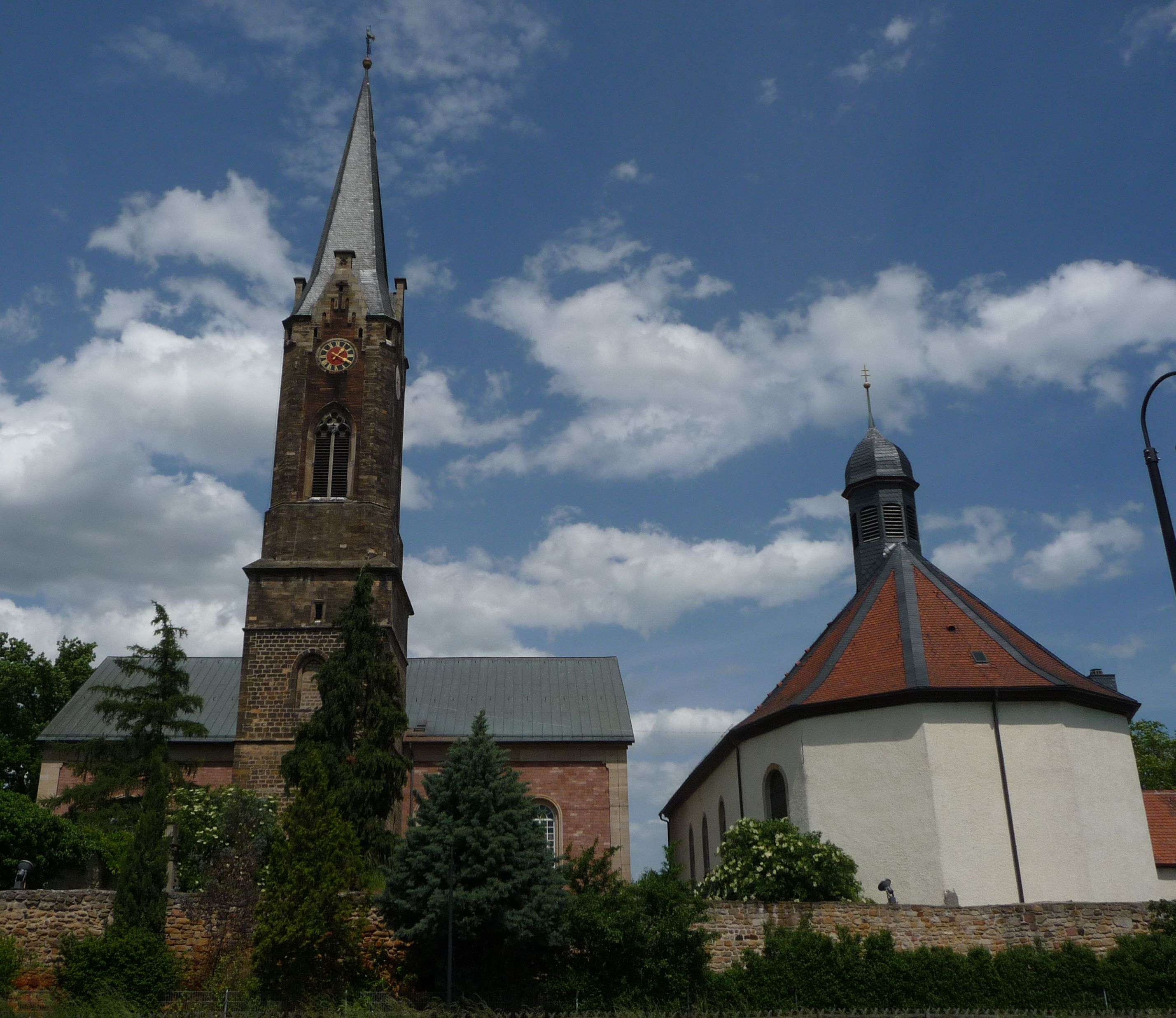
Protestantische Kirche (links), Katholische St.-Stephanus-Kirche (rechts)

## Liste der Pfarrerinnen und Pfarrer (seit der Kirchenunion 1818)
- Daniel Ludwig Winkelbach (1818–1836)
- Heinrich Friedrich Baum (1837–1844)
- Jakob Ludwig Göppel (1844–1848)
- Johann Philipp Lattermann (1848–1859)
- Friedrich Gottfried Lang (1860–1871)
- Eugen Moschel (1871–1904)
- Jakob Peter Hust (1904–1930)
- Hans Rothhaas, Pfarrverweser (1931)
- Ludwig Richard Kohl (1931–1938)
- Heinrich Bouquet, Vikar (1938)
- Ludwig Georg Haller (1938–1972)
- Albrecht Roth (1973–1982)
- Martin Pfisterer (1983–1990)
- Klaus Haller (1990–2018)
- Oliver Jaehn, Pfarrverweser (2018–2019)
- Vera Ettinger (2019–2021)[3][5]
- Sieglinde Ganz-Walther, Pfarrveweserin (2021–2022)
- Sören Rockenbach, Pfarrverweser (2022–2023)
- Götz Geburek (seit 2023)[6]